# 新十津川車站
新十津川站（日语：／ Shin-Totsukawa eki */?）是位於北海道樺戶郡新十津川町字中央，原隸屬於北海道旅客鐵道（JR北海道）札沼線（學園都市線）的铁路废站。電報略號為。

## 概要
本站為札沼線的終點站。過去的札沼線經本站通往留萌本線的石狩沼田站，但此路段已於1972年廢除。
2011年2月9日，車站旁的空知中央醫院設置車站筆記本，記載的內容將會在醫院的網頁公開。
2011年7月開始，除雨天外醫院的托兒所兒童會歡迎及歡送列車。
過去中午前及黃昏時段會有2輛列車直接到達札幌站，但已於2012年10月27日的修定時間表中改為只前往石狩當別站。
而2016年3月26日的修定時間表中，改為只有1輛列車於上午9時40分於本車站開出，為日本全國中，尾班車最早的車站。同年11月18日，JR北海道列出數條難以單獨維持營運的路線，札沼線的北海道醫療大學站至新十津川站路段被名列其中。在獲得沿線自治體同意後，JR北海道已向國土交通省申請廢止此路段，預定在2020年5月7日起停駛廢線；由於COVID-19疫情，JR北海道決定提前至2020年4月17日起停駛列車。

## 歷史
- 1931年（昭和6年）10月10日：國有鐵道札沼北線石狩沼田車站至本車站路段開始營運，本車站名為中德富站。
- 1934年（昭和9年）10月10日：札沼北線本車站至浦臼車站路段開始營運，本車站由終點站變成中途站。
- 1935年（昭和10年）10月3日：國有鐵道石狩當別車站至浦臼站開始營運。當時的札沼北線（浦臼站至石狩沼田站）與札沼南線（桑園車站至石狩當別站）合併並改稱為札沼線。
- 1943年（昭和18年）10月1日：由於第二次世界大戰戰事惡化，札沼線的石狩月形車站至石狩追分車站指定為不要不急線而停止營運。本車站亦停止營運。
- 1949年（昭和24年）6月1日：本路線由日本國有鐵道（國鐵）繼承。
- 1953年（昭和28年）11月3日：札沼線浦臼站至雨龍車站路段恢復營運。本車站恢復營運的同時，改稱為新十津川站。
- 1972年（昭和47年）
  - 4月6日：國鐵申請廢除札沼線本車站至石狩沼田站的路段。
  - 6月19日：札沼線本車站至石狩沼田站路段被廢除，由國鐵巴士（日语：国鉄バス）取代[6]。本車站再次成為終點站。
- 1979年（昭和54年）2月1日：停止貨物裝卸服務。
- 1984年（昭和59年）2月1日：停止行李裝卸服務。
- 1986年（昭和61年）
  - 3月3日：成為無人車站。由瀧川站派遣職員到本車站，並繼續售賣車票等服務。
  - 11月1日：瀧川站停止派遣職員，成為完全的無人車站。
- 1987年（昭和62年）4月1日：由於國鐵分割民營化，車站由JR北海道管理。
- 1991年（平成3年）3月16日：札沼線的暱稱設定為「學園都市線」。
- 1996年（平成8年）3月16日：札沼線石狩當別站至本車站的列車開始一人控制。
- 2016年（平成28年）3月26日：浦臼站至本車站的列車時間表修訂為每天只有1輛列車來回，成為JR集團列車班次最少的營運中路段[3]。
- 2020年（令和2年）
  - 4月17日：受冠状病毒病疫情影响北海道醫療大學站至本站提前停駛[5]。
  - 5月7日：札沼线北海道医疗大学站-新十津川站区间废线，本站废站[7]。
  - 11月：站房與月台從JR北海道轉讓給新十津川町。[8]。
- 2021年（令和3年）
  - 4月25日：一直幫新十津川站維護清掃的「新十津川站守護協會」（日语：新十津川駅を勝手に守る会）在町政府協助下舉辦懷念新十津川站的活動，約50人參加。[9]。
  - 7月16日：拆除公司在站房的解體之前舉辦「解體祭」，「新十津川站守護協會」成員暨犬站長「ララ」的原飼主也參加。[10]。
  - 7月26日：站房開始解體[11]。遺址將整建為記念公園（預定於2023年度完工）[8][9]。

## 車站構造
废站前是側式月台1面1線的地面車站。由於是無人車站，售票窗口被木板封閉。沒有設置廁所及自動售票機。
站房為木造類似正方形的建築物。過去從正門看是長方形的建築物但左方部份損毀後變成現在的狀態。站房內設有候車室，废站前還殘留著過去放置暖爐的痕跡。但即便冬季時期也不會設置暖爐。

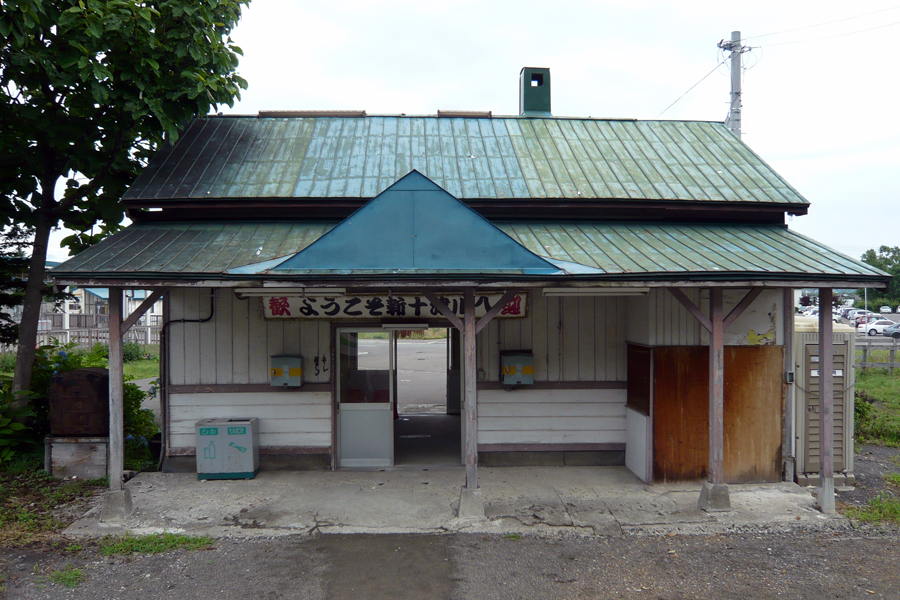
站房 （2007年8月）
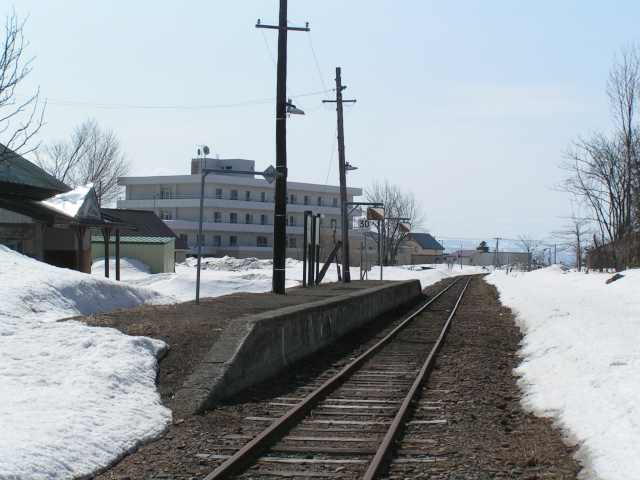
月台 （2006年4月）
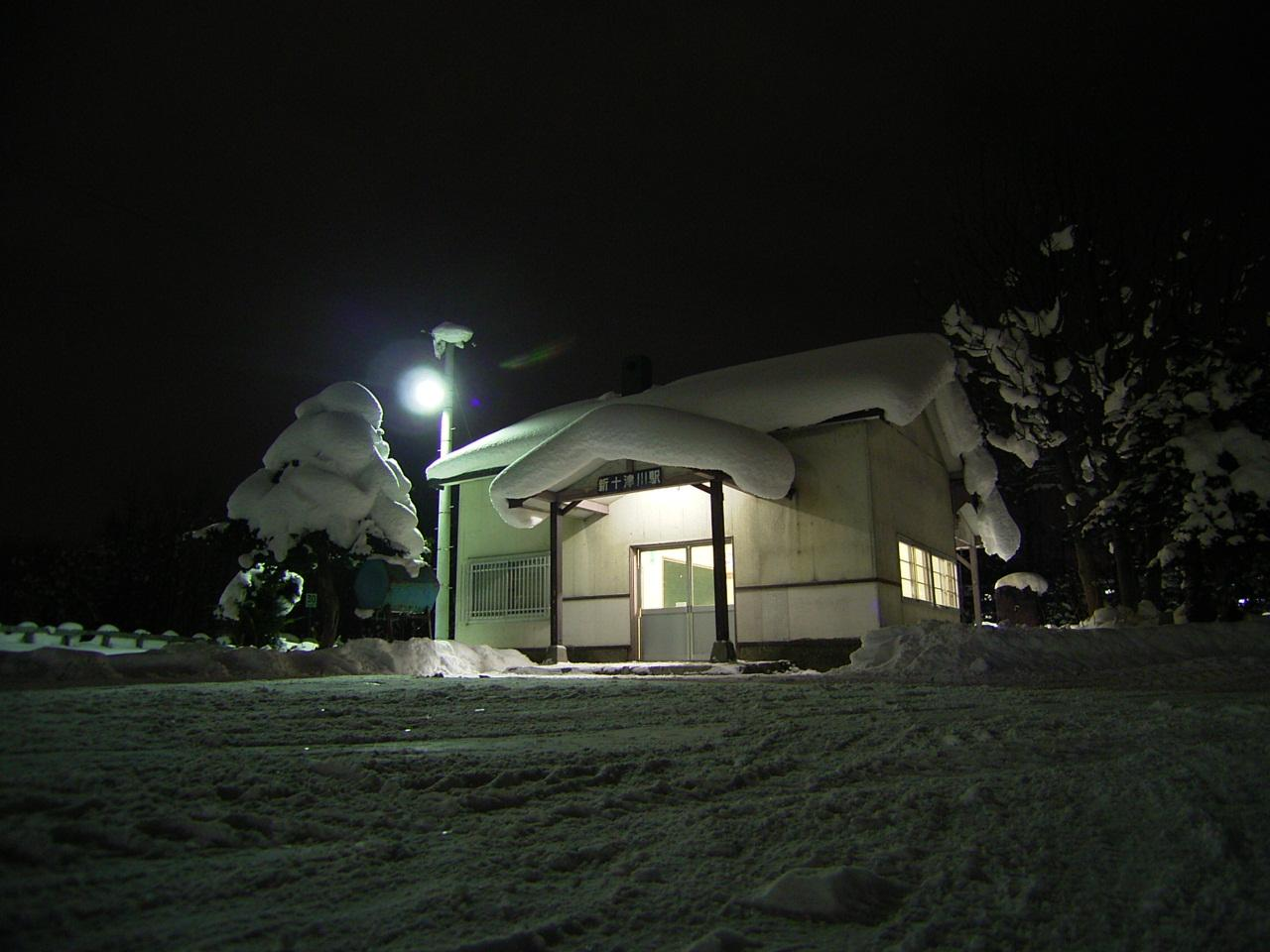
冬季時期的站房 （2006年12月）
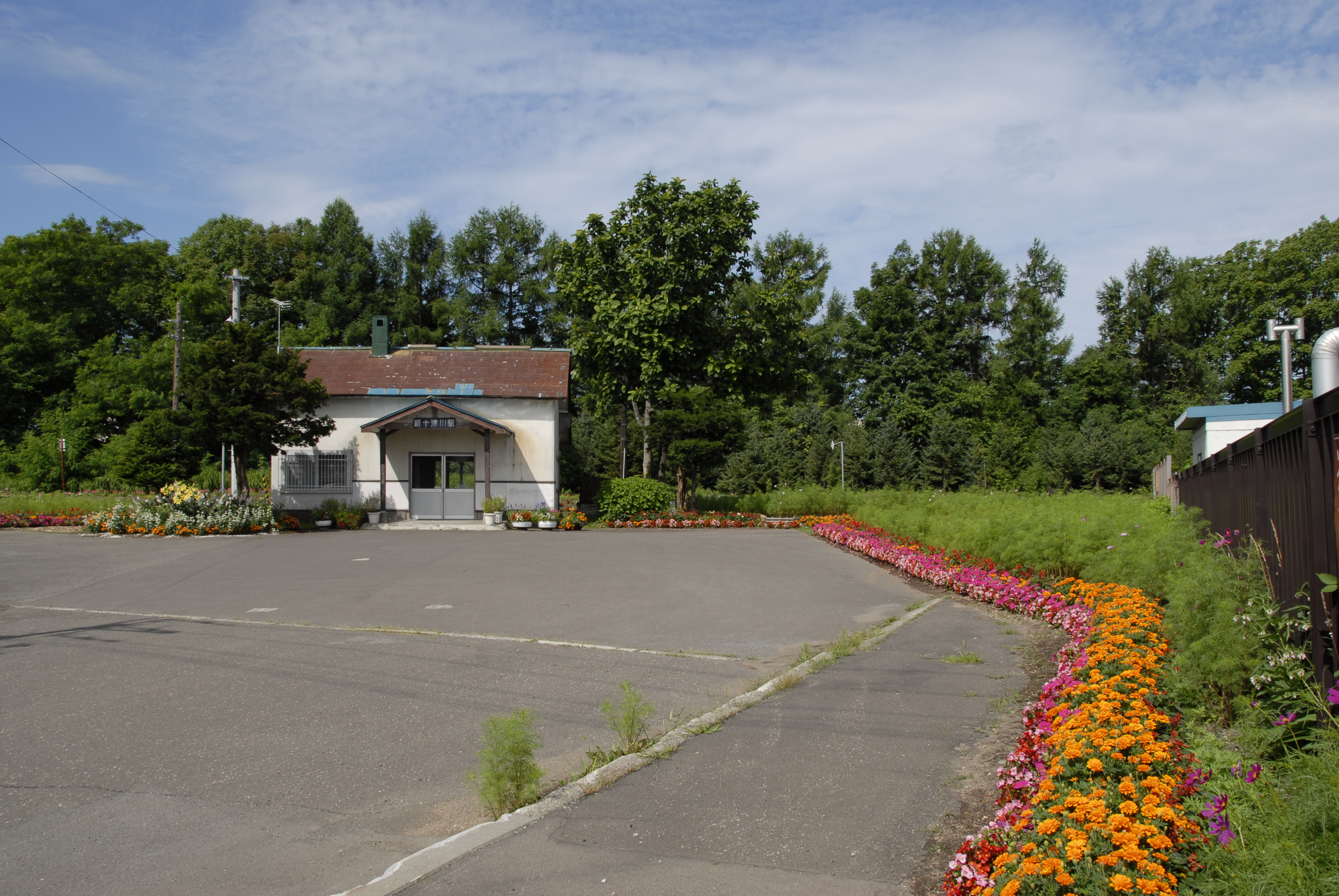
夏季時期的站房 （2013年7月）
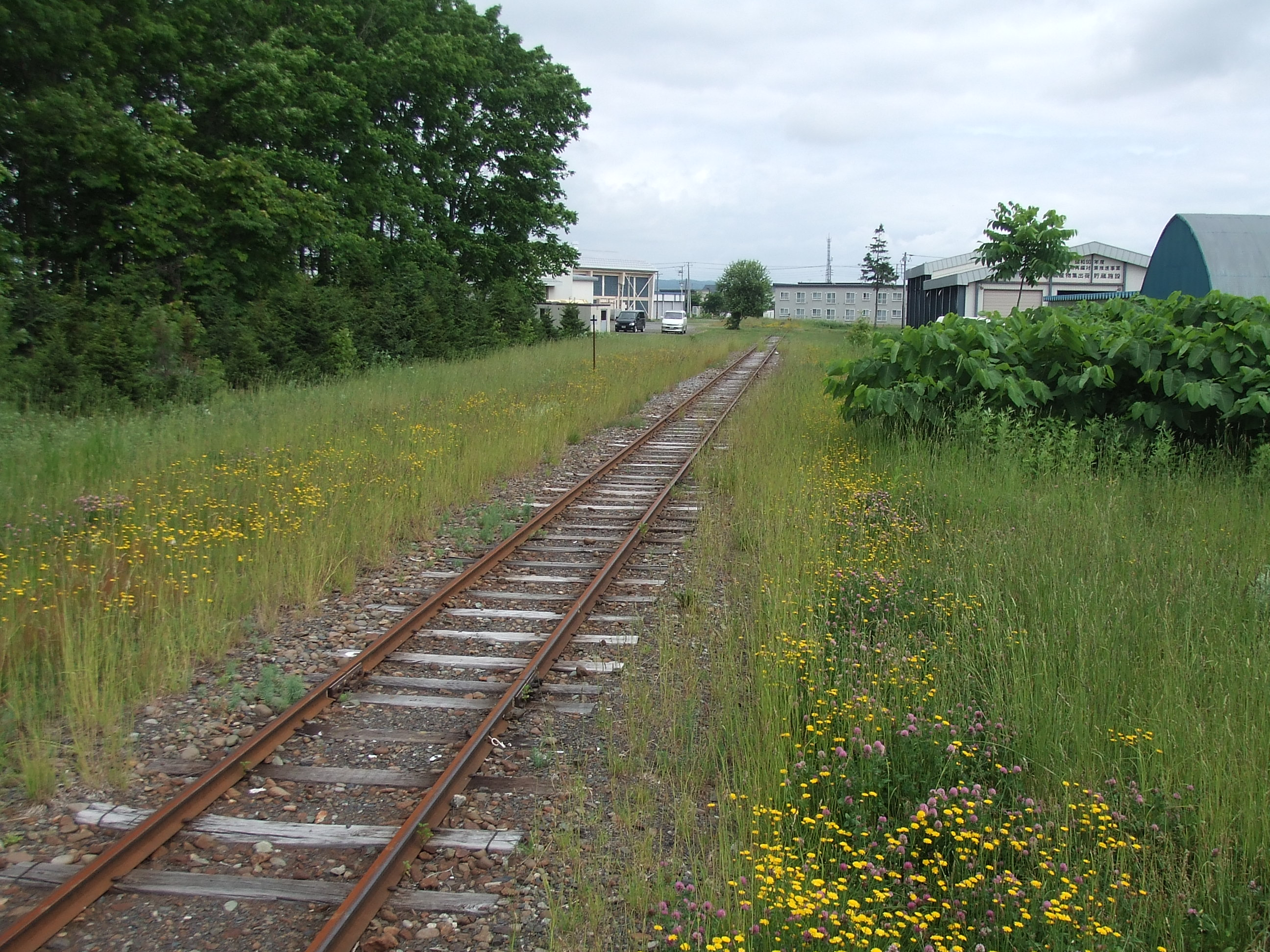
路軌盡頭 （2007年6月）
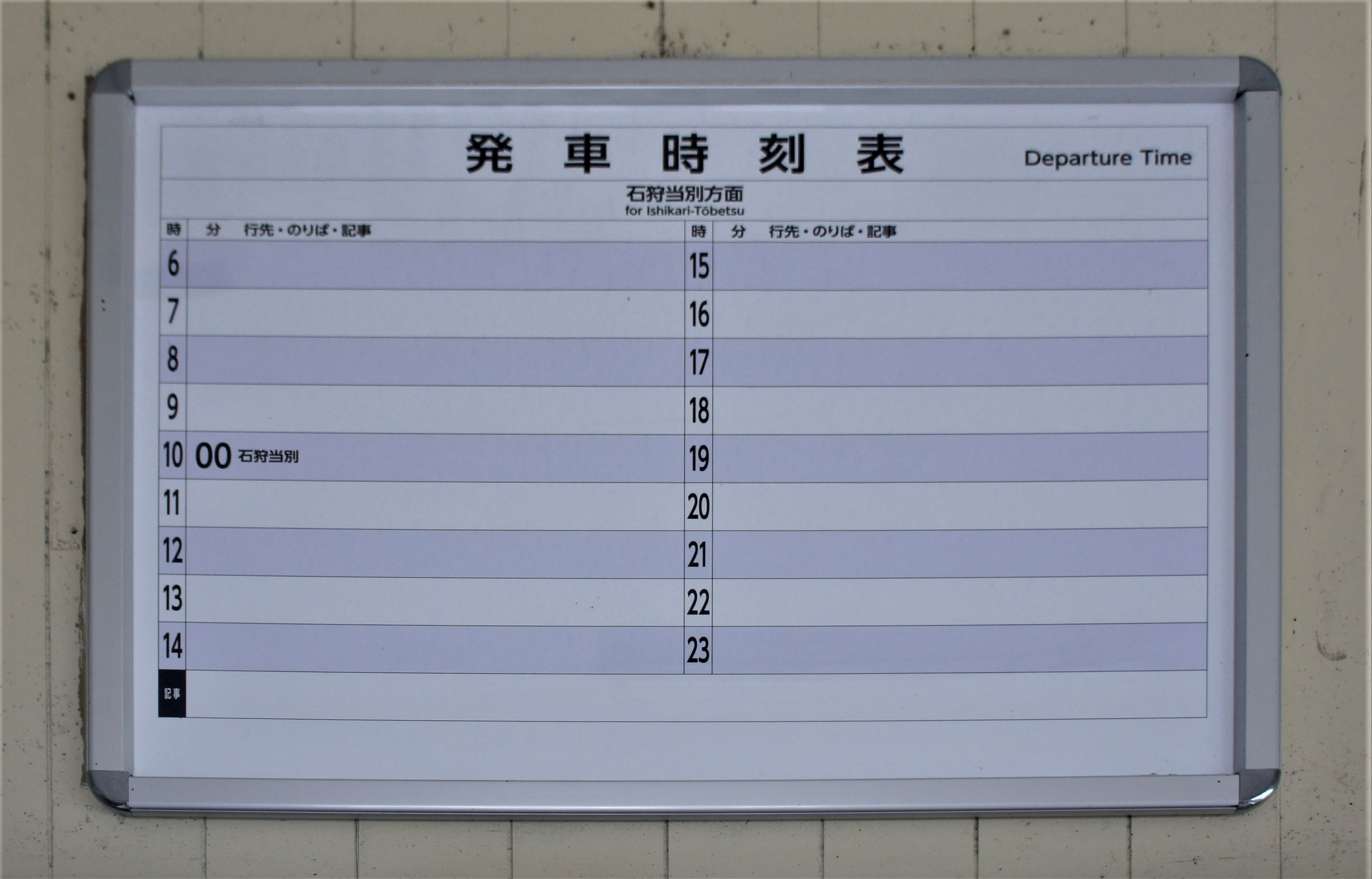
列車時間表。停駛廢線前每天只有1輛列車來回。 （2018年5月）

## 載客量
- 2011年至2015年度平均每天載客量少於10人[12]。

| 載客量 | 載客量       |
| 年份   | 每天平均人次 |
| ------ | ------------ |
| 2011年 | 0            |
| 2012年 | 0            |
| 2013年 | 0            |
| 2014年 | 0            |

## 車站周邊
雖然位於新十津川町的中心地帶，站房設置於煤氣公司土地的盡頭。因此站房前沒有商店，附近的設施只有空知中央醫院，加油站及煤氣公司等。
- 國道275號、國道451號（日语：国道451号）、北海道道625號學園新十津川停車場線
- 新十津川町役場
- 新十津川郵局
- 北門信用金庫新十津川分店
- PINNE農業協同組合（JA PINNE／JA）總店
- 北海道新十津川農業高等學校
- 空知中央醫院
- 新十津川物產館
- 北海道中央巴士「新十津川役場」站牌
- 瀧川車站（函館本線、根室本線）
  - 距離約4.3km，汽車行駛時間約15分鐘

## 相鄰車站

### 已廢除路線
北海道旅客鐵道（JR北海道）
札沼線（學園都市線）
下德富－（中德富）－新十津川
日本國有鐵道
札沼線
新十津川－石狩橋本